# アップトゥボーイ
『アップトゥボーイ』（UP to boy、略称：UTB）は、ワニブックスが1986年から発行しているアイドルグラビア雑誌。
創刊当初は隔月刊だったが1995年8月号より月刊化後、2004年4月号より再度隔月刊に移行した。2014年11月号より再度月刊に移行し、2014年9月から発売日はその月の23日に『アップトゥボーイ』本誌を、2019年1月より季刊紙として増刊号『UTB+』を発行していたが、『UTB+』はvol.50をもって休刊中。2024年10月現在、『アップトゥボーイ』が月刊誌として発行されている。

## 略歴
- 1986年3月、創刊。創刊号の表紙は初代ミス・アップの勇直子。
- 1995年7月、月刊化（1995年8月号 通刊57号より）。
- 2000年代にはハロー!プロジェクト所属のアイドルが多く表紙を飾り、モーニング娘。ソロ写真集シリーズのタイアップ企画も行われた。
- 2004年、偶数月発行の隔月刊に再移行（2004年4月号 通刊161号より）。
- 2008年、4月発行の6月号（通刊185号）より「脱アイドル」を掲げ紙面刷新を図る。毎号掲載されるモデルにひとつのテーマを決めて（非アイドル系の歌手やフリーアナウンサーにスポットを当てた号もあった）前半のカラーページと中盤のモノクロページでの企画記事などを掲載していた。しかし販売は振るわず、結局わずか1年後の2009年4月号（通刊190号）よりアイドル雑誌へ原点回帰した[1]。
- 2011年、増刊号「UTB+」を創刊。vol.50まで刊行された（後述）。
- 2014年9月、この月発行の2014年11月号（通刊223号）より月刊に再移行した[2]。
- 2017年1月、この月発行の2017年3月号（通刊251号）からタイトルをカタカナ表記の「アップトゥボーイ」に変更される。

## 表紙
※表紙を担当したモデルを列挙する。芸名は当時の物を表記する。

### UTB表紙

#### 1980年代
1986年
- 5月号：勇直子
- 7月号：椎名梢
- 9月号：和泉佳保里
- 11月号：土田由美

1987年
- 1月号：島田りか子
- 3月号：真弓倫子
- 5月号：鈴木早智子
- 7月号：土田由美
- 9月号：北野美佐緒
- 11月号：相田翔子

1988年
- 1月号：南野陽子
- 3月号：浅香唯
- 5月号：工藤静香
- 7月号：中山美穂
- 9月号：小川範子
- 11月号：渡辺満里奈

1989年
- 1月号：中山美穂
- 3月号：浅香唯
- 5月号：宮沢りえ
- 7月号：WINK
- 9月号：小川範子
- 11月号：中山美穂

#### 1990年代
1990年
- 1月号：WINK
- 3月号：酒井法子
- 5月号：西田ひかる
- 7月号：高岡早紀
- 9月号：和久井映見
- 11月号：酒井法子

1991年
- 1月号：WINK
- 3月号：高岡早紀
- 5月号：西田ひかる
- 7月号：CoCo
- 9月号：高橋由美子
- 11月号：高岡早紀

1992年
- 1月号：ribbon
- 3月号：中嶋美智代
- 5月号：三浦理恵子
- 7月号：高橋由美子
- 9月号：中江有里
- 11月号：一色紗英

1993年
- 1月号：牧瀬里穂
- 3月号：高橋由美子
- 5月号：ribbon
- 7月号：小松千春
- 9月号：CoCo
- 11月号：中江有里

1994年
- 1月号：内田有紀
- 3月号：永作博美
- 5月号：戸田菜穂
- 7月号：内田有紀
- 9月号：CoCo
- 11月号：雛形あきこ

1995年
- 1月号：高橋由美子
- 3月号：内田有紀
- 5月号：菅野美穂
- 7月号：坂木優子
- 8月号：雛形あきこ
- 9月号：内田有紀
- 10月号：篠原涼子
- 11月号：持田真樹
- 12月号：菅野美穂

1996年
- 1月号：高橋由美子
- 2月号：ともさかりえ
- 3月号：内田有紀
- 4月号：榎本加奈子
- 5月号：酒井美紀
- 6月号：広末涼子
- 7月号：奥菜恵
- 8月号：菅野美穂
- 9月号：内田有紀
- 10月号：村田和美
- 11月号：広末涼子
- 12月号：安室奈美恵

1997年
- 1月号：奥菜恵
- 2月号：榎本加奈子
- 3月号：菅野美穂
- 4月号：MAX
- 5月号：雛形あきこ
- 6月号：広末涼子
- 7月号：ともさかりえ
- 8月号：奥菜恵
- 9月号：松本恵
- 10月号：榎本加奈子
- 11月号：佐藤藍子
- 12月号：遠藤久美子

1998年
- 1月号：広末涼子
- 2月号：奥菜恵
- 3月号：松本恵
- 4月号：ともさかりえ
- 5月号：モーニング娘。
- 6月号：榎本加奈子
- 7月号：広末涼子
- 8月号：木村佳乃
- 9月号：奥菜恵
- 10月号：モーニング娘。
- 11月号：鈴木あみ
- 12月号：田中麗奈

1999年
- 1月号：新山千春
- 2月号：大村彩子、浜丘麻矢、前田愛、前田亜季
- 3月号：広末涼子
- 4月号：加藤あい
- 5月号：鈴木あみ
- 6月号：MAX
- 7月号：鈴木あみ
- 8月号：深田恭子
- 9月号：奥菜恵
- 10月号：田中麗奈
- 11月号：後藤理沙
- 12月号：加藤あい

#### 2000年代
2000年
- 1月号：鈴木あみ
- 2月号：安倍なつみ
- 3月号：優香
- 4月号：加藤あい
- 5月号：SPEED
- 6月号：鈴木あみ
- 7月号：内山理名
- 8月号：酒井若菜
- 9月号：深田恭子
- 10月号：内山理名
- 11月号：上原多香子
- 12月号：鈴木あみ

2001年
- 1月号：モーニング娘。
- 2月号：鈴木杏
- 3月号：内山理名
- 4月号：釈由美子
- 5月号：ミニモニ。
- 6月号：プッチモニ
- 7月号：タンポポ
- 8月号：松浦亜弥
- 9月号：鈴木杏
- 10月号：AKINA
- 11月号：吉澤ひとみ
- 12月号：後藤真希

2002年
- 1月号：安倍なつみ
- 2月号：松浦亜弥
- 3月号：矢口真里
- 4月号：保田圭
- 5月号：飯田圭織
- 6月号：辻希美、加護亜依
- 7月号：石川梨華
- 8月号：モーニング娘。5期メンバー
- 9月号：市川由衣
- 10月号：AKINA
- 11月号：タンポポ
- 12月号：藤本美貴

2003年
- 1月号：高橋愛
- 2月号：小倉優子
- 3月号：松浦亜弥
- 4月号：藤本美貴
- 5月号：メロン記念日
- 6月号：後藤真希
- 7月号：市川由衣
- 8月号：安倍麻美
- 9月号：上戸彩
- 10月号：後藤真希
- 11月号：小倉優子
- 12月号：石原さとみ

2004年
- 1月号：矢口真里
- 2月号：石川梨華
- 3月号：藤本美貴
- 4月号：安倍なつみ
- 6月号：後藤真希
- 8月号：高橋愛
- 10月号：紺野あさ美
- 12月号：亀井絵里、道重さゆみ、田中れいな

2005年
- 2月号：石川梨華
- 4月号：松浦亜弥
- 6月号：後藤真希
- 8月号：高橋愛
- 10月号：紺野あさ美、亀井絵里
- 12月号：石川梨華、道重さゆみ

2006年
- 2月号：藤本美貴
- 4月号：高橋愛
- 6月号：堀北真希
- 8月号：沢尻エリカ
- 10月号：夏帆
- 12月号：高橋愛

2007年
- 2月号：新垣結衣
- 4月号：相武紗季
- 6月号：夏帆
- 8月号：堀北真希
- 10月号：志田未来
- 12月号：北乃きい

2008年
- 2・4月合併号[注 1]：成海璃子
- 6月号：長澤まさみ
- 8月号：中川翔子
- 10月号：小林麻央
- 12月号：夏帆

2009年
- 2月号：佐々木希
- 4月号：真野恵里菜
- 6月号：前田敦子
- 8月号：矢島舞美
- 10月号：AKB48[注 2]
- 12月号：川口春奈

#### 2010年代
※斜体は、裏表紙（リバーシブル仕様）に起用されたモデル。
2010年
- 2月号：矢島舞美、鈴木愛理
- 4月号：AKB48[注 3]
- 6月号：桜庭ななみ
- 8月号：スマイレージ
- 10月号：大島優子
- 12月号：鈴木愛理、渡辺麻友[注 4]

2011年
- 2月号：武井咲
- 4月号：AKB48[注 5]
- 6・8月合併号[注 6]：鈴木愛理
- 10月号：AKB48[注 7]
- 12月号：AKB48[注 8]

2012年
- 2月号：武井咲
- 4月号：AKB48[注 9]
- 6月号：NMB48[注 10]
- 8月号：渡辺麻友、島崎遥香
- 10月号：松井玲奈、大矢真那、秦佐和子
- 12月号：山本彩、渡辺美優紀、横山由依

2013年
- 2月号：柏木由紀
- 4月号：鈴木愛理
- 6月号：吉本実憂
- 8月号：渡辺美優紀
- 10月号：℃-ute
- 12月号：渡辺美優紀、吉田朱里

2014年
- 2月号：真野恵里菜
- 4月号：川栄李奈
- 6月号：乃木坂46[注 11]
- 8月号：川口春奈
- 10月号：宮脇咲良
- 11月号：島崎遥香
- 12月号：生田絵梨花 ※橋本奈々未

2015年
- 1月号：宮脇咲良、向井地美音
- 2月号：白石麻衣 ※生駒里奈
- 3月号：AKB48[注 12]
- 4月号：山本彩
- 5月号：西野七瀬
- 6月号：宮脇咲良
- 7月号：島崎遥香
- 8月号：上西恵、古畑奈和、込山榛香
- 9月号：生駒里奈 ※白石麻衣
- 10月号：山田菜々 ※古畑奈和
- 11月号：私立恵比寿中学 ※上西恵
- 12月号：橋本奈々未

2016年
- 1月号：欅坂46[注 13]
- 2月号：生駒里奈、西野七瀬、高山一実 ※白間美瑠
- 3月号：私立恵比寿中学
- 4月号：深川麻衣、堀未央奈
- 5月号：小林由依、平手友梨奈、今泉佑唯
- 6月号：向井地美音
- 7月号：生田絵梨花 ※星野みなみ
- 8月号：兒玉遥 ※長濱ねる
- 9月号：白石麻衣 ※中元日芽香
- 10月号：宮脇咲良 ※兒玉遥
- 11月号：私立恵比寿中学
- 12月号：西野七瀬 ※衛藤美彩

2017年
- 1月号：小池美波、平手友梨奈、原田葵
- 2月号：生田絵梨花、生駒里奈、星野みなみ
- 3月号：橋本奈々未
- 4月号：乃木坂46 三期生[注 14]
- 5月号：齋藤飛鳥、堀未央奈
- 6月号：中井りか
- 7月号：向井地美音 ※倉野尾成美
- 8月号：長沢菜々香、加藤史帆 ※小池美波、潮紗理菜
- 9月号：西野七瀬、与田祐希
- 10月号：モーニング娘。'17
- 11月号：岡田奈々 ※=LOVE[注 15]
- 12月号：菅井友香 ※土生瑞穂

2018年
| 号     | 表紙                                     | 裏表紙     |
| ------ | ---------------------------------------- | ---------- |
| 1月号  | 山下美月                                 | 梅澤美波   |
| 2月号  | 堀未央奈                                 | 新内眞衣   |
| 3月号  | 齋藤飛鳥                                 | 衛藤美彩   |
| 4月号  | 金村美玖、小坂菜緒                       | 深川麻衣   |
| 5月号  | 岡田奈々                                 | 村山彩希   |
| 6月号  | 久保史緒里、山下美月、与田祐希、大園桃子 | 生駒里奈   |
| 7月号  | 生田絵梨花                               | 若月佑美   |
| 8月号  | 柿崎芽実、河田陽菜                       | 守屋茜     |
| 9月号  | 衛藤美彩                                 | 星野みなみ |
| 10月号 | 牧野真莉愛、横山玲奈                     | 佐藤優樹   |
| 11月号 | 工藤遥                                   | 譜久村聖   |
| 12月号 | つばきファクトリー                       | 矢島舞美   |

2019年
| 号     | 表紙                                         | 裏表紙                         |
| ------ | -------------------------------------------- | ------------------------------ |
| 1月号  | 西野七瀬                                     | 佐藤楓                         |
| 2月号  | 与田祐希                                     | 梅澤美波                       |
| 3月号  | 乃木坂46 四期生                              | 遠藤さくら                     |
| 4月号  | 私立恵比寿中学                               | 荻野由佳                       |
| 5月号  | 牧野真莉愛                                   | 牧野真莉愛                     |
| 6月号  | 梅澤美波                                     | 梅澤美波                       |
| 7月号  | 工藤遥                                       | 森戸知沙希                     |
| 8月号  | 堀未央奈                                     | 森田ひかる                     |
| 9月号  | 田村保乃、藤吉夏鈴、森田ひかる               | 井上梨名、武元唯衣、山﨑天     |
| 10月号 | 遠藤さくら                                   | 北野日奈子                     |
| 11月号 | 小田さくら、牧野真莉愛、横山玲奈、森戸知沙希 | 北川莉央、岡村ほまれ、山崎愛生 |
| 12月号 | モーニング娘。'19                            | 譜久村聖                       |

#### 2020年代
2020年
| 号     | 表紙                                         | 裏表紙                                                     |
| ------ | -------------------------------------------- | ---------------------------------------------------------- |
| 1月号  | 生田絵梨花                                   | 今泉佑唯                                                   |
| 2月号  | 堀未央奈                                     | 北野日奈子                                                 |
| 3月号  | 与田祐希                                     | 大園桃子                                                   |
| 4月号  | 遠藤さくら                                   | 賀喜遥香                                                   |
| 5月号  | 山下美月                                     | 遠藤光莉、大園玲、大沼晶保、幸阪茉里乃、増本綺良、守屋麗奈 |
| 6月号  | 守屋茜、守屋麗奈                             | 菅井友香                                                   |
| 7月号  | 堀未央奈                                     | 松尾美佑                                                   |
| 8月号  | 譜久村聖、石田亜佑美、牧野真莉愛、森戸知沙希 | 牧野真莉愛、佐々木莉佳子                                   |
| 9月号  | 与田祐希                                     | 掛橋沙耶香                                                 |
| 10月号 | 久保史緒里                                   | 伊藤理々杏                                                 |
| 11月号 | 上村ひなの                                   | 加藤史帆                                                   |
| 12月号 | モーニング娘。'20                            | 北川莉央                                                   |

2021年
| 号     | 表紙                           | 裏表紙                         |
| ------ | ------------------------------ | ------------------------------ |
| 1月号  | 小林由依、森田ひかる、渡邉理佐 | 森田ひかる                     |
| 2月号  | 金村美玖、小坂菜緒             | 齊藤京子                       |
| 3月号  | 遠藤さくら                     | 梅澤美波                       |
| 4月号  | 広瀬すず                       |                                |
| 5月号  | 齋藤飛鳥                       | 田村真佑                       |
| 6月号  | 森田ひかる                     | 守屋麗奈                       |
| 7月号  | 河田陽菜、丹生明里             | 渡邉美穂                       |
| 8月号  | 田村真佑、早川聖来             | 岩本蓮加                       |
| 9月号  | 牧野真莉愛                     | 山﨑愛生、北川莉央、岡村ほまれ |
| 10月号 | 大園桃子、筒井あやめ           | 大園桃子、筒井あやめ           |
| 11月号 | 賀喜遥香                       | 賀喜遥香                       |
| 12月号 | 上村ひなの                     | 上村ひなの                     |

2022年
| 号     | 表紙                                           | 裏表紙             |
| ------ | ---------------------------------------------- | ------------------ |
| 1月号  | モーニング娘。'21                              | 北川莉央           |
| 2月号  | 遠藤さくら                                     | 伊藤理々杏         |
| 3月号  | 田村真佑                                       | 佐藤璃果           |
| 4月号  | 田中美久                                       | 田中美久           |
| 5月号  | 秋元真夏                                       | 樋口日奈           |
| 6月号  | 岡田奈々、村山彩希                             | 山内瑞葵           |
| 7月号  | 牧野真莉愛、森戸知沙希、北川莉央               | 森戸知沙希         |
| 8月号  | 田中美久                                       | 田中美久           |
| 9月号  | 石田優美、川上千尋、上西怜、隅野和奏、和田海佑 | 川上千尋           |
| 10月号 | 岩本蓮加                                       | 掛橋沙耶香         |
| 11月号 | モーニング娘。'22                              | BEYOOOOONDS        |
| 12月号 | 金村美玖、丹生明里                             | 金村美玖、丹生明里 |

2023年
| 号     | 表紙                         | 裏表紙                                 |
| ------ | ---------------------------- | -------------------------------------- |
| 1月号  | 田中美久                     | 田中美久                               |
| 2月号  | 金川紗耶                     | 中村麗乃                               |
| 3月号  | 遠藤さくら                   | 佐藤璃果                               |
| 4月号  | 牧野真莉愛                   | 櫻井梨央                               |
| 5月号  | 鈴木愛理、佐藤優樹、宮本佳林 | 牧野真莉愛                             |
| 6月号  | 田村真佑                     | 松尾美佑                               |
| 7月号  | 田中美久                     | 田中美久                               |
| 8月号  | 正源司陽子                   | 正源司陽子                             |
| 9月号  | 田村真佑                     | 田村真佑                               |
| 10月号 | 五百城茉央                   | 柳堀花怜                               |
| 11月号 | 向井地美音                   | 鈴木くるみ                             |
| 12月号 | 牧野真莉愛                   | 譜久村聖、櫻井梨央、井上春華、弓桁朱琴 |

2024年
| 号     | 表紙                           | 裏表紙               |
| ------ | ------------------------------ | -------------------- |
| 1月号  | 小坂菜緒、上村ひなの           | 小坂菜緒、上村ひなの |
| 2月号  | 遠藤さくら                     | 遠藤さくら           |
| 3月号  | 大園玲、守屋麗奈               | 森戸知沙希           |
| 4月号  | 鈴木愛理                       | 鈴木愛理             |
| 5月号  | 池田瑛紗                       | 菅原咲月             |
| 6月号  | 丹生明里                       | 藤嶌果歩             |
| 7月号  | 正源司陽子                     | 宮本佳林             |
| 8月号  | 田中美久                       | 早﨑すずき、柳堀花怜 |
| 9月号  | 牧野真莉愛                     | 小田さくら           |
| 10月号 | 田村真佑                       | 宮本佳林             |
| 11月号 | 早﨑すずき、八木仁愛、柳堀花怜 | 金澤亜美             |
| 12月号 | 本郷柚巴                       | 澄田綾乃             |

2025年
| 号    | 表紙                               | 裏表紙                             |
| ----- | ---------------------------------- | ---------------------------------- |
| 1月号 | 石田亜佑美、小田さくら、牧野真莉愛 | 石田亜佑美、小田さくら、牧野真莉愛 |
| 2月号 | 川﨑桜                             | 弓木奈於                           |
| 3月号 | 藤嶌果歩                           | 平尾帆夏                           |
| 4月号 | 田中美久                           | 田中美久                           |
| 5月号 | 乃木坂46 6期生                     | 乃木坂46 6期生                     |
| 6月号 | 早﨑すずき、八木仁愛               | 安納蒼衣、金澤亜美、工藤唯愛       |
| 7月号 | 正源司陽子                         | 正源司陽子                         |

### UTB+表紙

#### 2010年代
2011年
- vol.1：Not yet
- vol.2：AKB48[注 17]
- vol.3：渡り廊下走り隊7 ※NMB48[注 18]
- vol.4：鈴木愛理、前田憂佳、鞘師里保 ※高橋愛

2012年
- vol.5：フレンチ・キス
- vol.6：SKE48[注 19]
- vol.7：指原莉乃 ※川口春奈
- vol.8：真野恵里菜
- vol.9：山本彩
- vol.10：ハロー!プロジェクト[注 20]

2013年
- vol.11：渡辺麻友
- vol.12：松井玲奈
- vol.13：HKT48[注 21] ※川口春奈
- vol.14：島崎遥香
- vol.15：SKE48[注 22]
- vol.16：川栄李奈

2014年
- vol.17：木﨑ゆりあ、古畑奈和
- vol.18：横山由依
- vol.19：松井玲奈
- vol.20：宮本佳林
- vol.21：山本彩
- vol.22：℃-ute

2015年
| 号     | 表紙                 | 裏表紙                                               |
| ------ | -------------------- | ---------------------------------------------------- |
| vol.23 | 乃木坂46             | 西野七瀬                                             |
| vol.24 | 川口春奈             |                                                      |
| vol.25 | 生田絵梨花、生駒里奈 | 井上小百合、中元日芽香                               |
| vol.26 | 宮脇咲良             | 生田絵梨花、西野七瀬                                 |
| vol.27 | 真野恵里菜           | カントリー・ガールズ                                 |
| vol.28 | 白石麻衣             | 中田花奈、北野日奈子、堀未央奈、中元日芽香、寺田蘭世 |

2016年
| 号     | 表紙                           | 裏表紙                         |
| ------ | ------------------------------ | ------------------------------ |
| vol.29 | 渡辺美優紀                     | 深川麻衣、新内眞衣             |
| vol.30 | Juice=Juice                    |                                |
| vol.31 | 工藤遥、宮本佳林               |                                |
| vol.32 | 平手友梨奈                     |                                |
| vol.33 | 志田愛佳、平手友梨奈、渡邉理佐 | 長濱ねる                       |
| vol.34 | 真野恵里菜                     | 長濱ねる、加藤史帆、佐々木美玲 |

2017年
| 号     | 表紙                 | 裏表紙               |
| ------ | -------------------- | -------------------- |
| vol.35 | 長濱ねる             |                      |
| vol.36 | ℃-ute                | 牧野真莉愛、工藤遥   |
| vol.37 | 菅井友香、平手友梨奈 | 長濱ねる             |
| vol.38 | ℃-ute                | カントリー・ガールズ |
| vol.39 | 白間美瑠、太田夢莉   | 吉田朱里             |
| vol.40 | 工藤遥               | 工藤遥、佐藤優樹     |

2018年
|        | 表紙                           | 裏表紙                                               |
| ------ | ------------------------------ | ---------------------------------------------------- |
| vol.41 | モーニング娘。10期メンバー     | 工藤遥、宮本佳林、牧野真莉愛、佐々木莉佳子、浜浦彩乃 |
| vol.42 | ハロー!プロジェクト            | 牧野真莉愛                                           |
| vol.43 | 加藤史帆、齊藤京子、佐々木久美 | 富田鈴花、松田好花                                   |
| vol.44 | 齋藤飛鳥                       | 西野七瀬                                             |
| vol.45 | 金村美玖、富田鈴花、松田好花   | 高本彩花、東村芽依                                   |

2019年
- vol.46：齋藤飛鳥 ※渡邉美穂
- vol.47：柿崎芽実、渡邉美穂、上村ひなの
- vol.48：河田陽菜、小坂菜緒、丹生明里

#### 2020年代
2020年
| 号     | 表紙       | 裏表紙   |
| ------ | ---------- | -------- |
| vol.49 | 森田ひかる | 土生瑞穂 |
| vol.50 | 今泉佑唯   | 兒玉遥   |

## 連載記事

### 現在の主な連載記事

#### 「UTB」の連載
- 今月の予告ちゃん （2013年4月号 - ） - 巻末に掲載されるミニインタビュー記事。

#### 「UTBプラス」の連載
- 魁!! 48歌謡塾（2015年Vol.23 - ）向井地美音、AKB48メンバー（交代制）
- 伊藤理々杏のトーキョー楽しーサー♪（2017年Vol.38 - 2018年Vol.45 [注 25] ）伊藤理々杏
- デート、どこ行く?（2017年Vol.40 - ）髙橋ひかる
- 結んで開いて! 〜バルーンアーティストへの道〜（2018年Vol.42 - ）船木結
- 放プリュース対抗戦 放課後総選挙（2018年Vol.43 - ）放プリュース
- 女友撮（2019年Vol.47 - ）富田望生（カメラ）

### 過去の連載記事

#### 「UTB」の過去の連載
インタビュー企画
- アナカルト（2004年4月号 - 2005年8月号） - 女性アナウンサーやリポータなどへのインタビュー記事。
- スポカルト（2005年12月号 - 2006年4月号） - 女性アスリート・スポーツ選手へのインタビュー記事。
- 素顔のフリーキャスター「セント・フェイス」（2007年8月号 - 2007年12月号） - セント・フォース所属のフリーアナなどへのインタビュー記事。

グラビア企画
- 団地少女 （2008年8月号 - 2010年10月号） - 団地を撮影場所にU-15世代のモデルを起用した撮り下ろしのグラビアを掲載。

その他企画記事
- 美少女鉄道 （2004年4月号 - 2007年6月号） 豊岡真澄
  - 新美少女鉄道 (2007年8月号 2007年12月号） 寺田有希
- 岩佐真悠子のやる気塾 （2004年6月号 - 2005年4月号） 岩佐真悠子
- 隔月いちかわくん （2004年10月号 - 2008年2月・4月合併号） 市川由衣
- 堀北真希のチャレンジ☆スピリッツ （2005年6月号 - 2007年4月号） 堀北真希
- こまっちゃん LOVE★LOVE TOKYO LIFE （2005年6月号 - 2008年2月・4月合併号） 小松彩夏
- 映画を見た後で (2007年4月号・2007年6月号） 甲斐麻美
  - ご当地グルメ全国制覇 （2007年8月号 - 2008年2月・4月合併号) 甲斐麻美
- キレイノススメ （2007年4月号 - 2008年2月・4月合併号） 平田薫
- なおリンピック （2007年6月号 - 2008年2月・4月合併号）南沢奈央
- 仲村みう連載[注 26] （2007年6月号 - 2008年2月・4月合併号）仲村みう
- Berryz TIMES （2007年10月号 - 2008年2月・4月合併号）Berryz工房
- 小林香菜のよのなか入門 （2008年8月号 - 2010年4月号）小林香菜
- 目指せプロカメラマンへの道 √me（ルートミー）フォトアルバム（2008年8月号 - 2010年6月号） 小林涼子
- 20〜uingtime〜ロケーションノート （2008年8月号 - 2010年6月号） 徳永えり
- こまっちゃんのHAPPY ECO LIFE エココマ （2008年8月号 - 2010年6月号） 小松彩夏
  - こまっちゃん印の野菜作りプロジェクト コマベジ （2010年8月号 - 2012年2月号）小松彩夏
- 福田萌のも〜えかいわ （2008年10月号 - 2010年6月号） 福田萌
- バニラビーンズの衣装改革プロジェクト （2008年12月号 - 2009年4月号） バニラビーンズ
- コンパクトドリーム （2010年4月号 - 2010年12月号） ℃-ute
- もも♥プロ momochi produqtion （2010年4月号 - 2011年12月号） 嗣永桃子
- AKBおひとり様 （2010年6月号 - 2011年2月号）AKB48[注 27]
- bump.y凸凹女優塾!! （2010年8月号 - 2011年12月号） bump.y
- ももスポ ももいろスポーツ (2010年10月号 - 2011年6月号）　ももいろクローバー
- スマイレージ福田花音 最強アイドルへの道 （2011年2月号 - 2012年4月号） 福田花音
- モーニング娘。 9期10期連載[注 28]（2012年2月号 - 2013年12月号) モーニング娘。9期10期メンバー（交代制）
- 教えて!!こまっちゃん先生 （2012年4月号 - 2013年4月号） 小松彩夏 さくら学院
- さゆみんの… おしえてこうはい! （2014年4月号 - 2014年12月号） 道重さゆみ モーニング娘。'14メンバー（交代制）

#### 「UTBプラス」の過去の連載
- やじマップ Sweets修行の旅（2014年4月号 - 2014年12月号〈「UTB」本誌と「UTB+」両方で連載〉[注 29]・「UTB+」2015年Vol.23、Vol24）矢島舞美
- 指原莉乃の さしTB+（「UTB」2012年10月号 - 2014年8月号〈「UTB」本誌と「UTB+」両方で連載〉[注 30]「UTB+」2014年Vol22 - 2015年Vol.26）指原莉乃（プロデューサー）、HKT48メンバー（モデル）
- 魔界式テキトー12星座占い（2014年Vol.22 - 2015Vol.27）椎名ぴかりん
- ゆぅ〜なぁ〜・ザ・ワールド（UTB+ 2014年Vol.22 - 2016年Vol.29）平祐奈
- 乃木坂PORTRAIT（2014年Vol.22 - 2016年Vol.30）乃木坂46（交代制）
- モーニング娘。12期連載第2章『キズナ物語』[注 31] （2015年Vol.25 - 35）モーニング娘。12期メンバー（交代制）
- 葵の森（2014年Vol.22 - 2017年Vol.35）森川葵
- カントリー・ガールズの えっ、本当に富士山に登るんですか?（2015年Vol.28 - 2017年Vol.35）カントリー・ガールズ
- Hommage（2014年Vol.22 - 2018年Vol.41）山崎紘菜
- かみこよみ（2017年Vol36 - 2018年Vol.41）上國料萌衣
- RISAKIのKISEKI（2017年Vol37 - 2018年Vol.41）松風理咲
- マブイ女（2017年Vol.39 - 2018年Vol.43）永尾まりや
- ななせまるが撮らせて頂きます!（2014年Vol.22 - 2018年Vol.44）西野七瀬（カメラ）、乃木坂46メンバー（モデル）

## ミス・アップ
同誌発のアイドル発掘企画として1986年からスタート。決勝大会は成城学園で行われていた。多くの人気タレントを輩出してきたが、2004年に再び隔月刊化してからは行われていなかった。2014年10月、UTB+Vol.22にて（募集要項の他、専用の履歴書と応募用紙が掲載されている）、ミス・アップ2015の募集が告知され約10年ぶりに同企画が復活することとなった。

### ミス・アップ・グランプリの歴代の受賞者
※No.1 勇直子からNo.9 相田翔子まで表紙を飾る。丸括弧内はミス・アップ・グランプリとしてのグラビア掲載号。
- No. 1 勇直子（1986年5月号）
- No. 2 椎名梢（1986年7月号）
- No. 3 和泉佳保里（1986年9月号）
- No. 4 土田由美（1986年11月号）
- No. 5 島田りか子（1987年1月号）
- No. 6 真弓倫子（1987年3月号）
- No. 7 鈴木早智子（1987年5月号[注 32]）
- No. 8 北野美佐緒（後の森川美沙緒　1987年9月号）
- No. 9 相田翔子（1987年11月号）
- No.10 和久井映見（1988年1月号）
- No.11 岡本真紀（1988年5月号）
- No.12 石川桃実（1988年9月号）
- No.13 吉永みのり（1988年11月号）
- No.14 寺尾友美（1989年3月号）
- No.15 室町まい （1989年7月号）
- No.16 中江有里（1989年9月号）
- No.17 荒井美恵子（1990年3月号[注 33]）
- No.18 中畑幾久子 （1990年9月号）
- No.19 古柴香織（後の美栞了　1990年11月号）
- No.20 井上晴美（1991年3月号）
- No.21 櫻井淳子（1991年5月号）
- No.22 中田めぐみ（1991年9月号）
- No.23 松本みちか （1992年1月号）
- No.24 菊池麻衣子（1992年3月号）
- No.25 高田侑果 （1992年11月号）
- No.26 岸本由香理（1993年11月号）
- No.27 中森友香（1994年1月号）
- No.28 建みさと（1995年8月号）
- No.29 小高早紀（1998年10月号）
- No.30 北山美幸（1999年6月号）

## 別冊・増刊号

### UTB+
2011年3月より『UTB+』（ユー・ティー・ビー・プラス）を奇数月に増刊号として発行開始。
偶数月号（以後本項では便宜上偶数月号を「本誌」奇数月号を「プラス」と書く）と比べると、モノクロページを廃し、グラビアにより力を入れた紙面レイアウトを特長としていた。
しかし2013年偶数月発行の「本誌」も、モノクロ記事を廃し「プラス」同様にオールカラー化されたことにより（本誌 2013年2月号 通刊212号より）、本誌とプラスの紙面レイアウトにほとんど差がなくなっていた。
2014年9月、9月22日発行予定であった号を「本誌」2014年11月号に振り替え。「プラス」の通刊22号を10月9日発行に変更、あわせて偶数月刊の隔月刊へ移行。版をAB変形判に変更、紙面も大きくリニューアルし、モノクロページを設け特集記事やインタビュー記事などを掲載。
2018年8月発行のvol.45号にてリニューアル準備のため年内の発行がないと告知され、2019年1月に読み物企画も持続しつつオールカラー化したvol.46号を発行し、「次号は4月、平成最後の号」と予告し、季刊紙として再始動させることとなった。

#### UTB+以前の別冊・増刊号
『UTB+』発行以前は不定期でいくつかの増刊号や別冊がワニブックスムックのコードから発行されていた。「BEST SHOT!!」シリーズは元々UTBの1年を1冊の紙面で振り返る総集編のような物だったが、後年（2005年以降）はハロー!プロジェクトのメンバーの写真集の未使用カットなどを1冊にまとめた物になっている。

### 別冊UP to boy
- 別冊UP to boy（2004年7月）表紙 市川由衣
- エンジェル系（2005年11月）表紙 小松彩夏

### UP to boy特別編集
- UTB：H （2008年10月） 表紙 北乃きい ISBN 978-4-8470-4127-3
- UTB：H2 （2010年10月）表紙 吉高由里子 ISBN 978-4-8470-4303-1
- UTB：H Vol.3（2018年5月）表紙 浜辺美波 雑誌コード 11444-06
- UTB：S （2009年2月）表紙 南明奈 ISBN 978-4-8470-4157-0
- UTB：G （2014年7月） ISBN 978-4-8470-4670-4
- UTB：G Vol.2（2017年4月）ISBN 978-4-8470-4919-4